# Zdenko Strižić
Zdenko Strižić (Bjelovar, 29. rujna 1902. – Braunschweig, 1. studenog 1990.), hrvatski arhitekt. 

## Boemski dani
Zdenko Strižić rođen je 29. rujna 1902. godine u Bjelovaru no gimnazijske dane provodi u Zagrebu. Nakon mature 1921. godine Strižić odlazi na studij arhitekture u Dresden, gdje će boraviti do 1923. godine. 1924. godine Strižić odlazi na školovanje u Pariz intenzivno se posvetivši crtanju i slikanju. Tada nastaje čitava serija crteža pariških veduta, portreta muškaraca i žena. No Strižićeva opijenost efemernim boemskim životom umjetničkog Pariza vrlo brzo presahnjuje jer već 1925. godine odlazi u Berlin gdje na Akademiji upisuje studij arhitekture kod glasovitog arhitekta Hansa Poelziga. 

## Kod Hansa Poelziga
Kao vrstan pedagog, Poelzig vrlo brzo zamjećuje Strižića s kojim već na samom početku studija radi i supotpisuje nekoliko projekata za stambene objekte te projekt berlinskog kinematografa i kazališta Capitol. Iste godine Zdenko Strižić odlazi na kratko studijsko putovanje u Veneciju gdje se u potpunosti posvećuje crtanju veduta s karakterističnim venecijanskim motivima od kojih će neke uspjelije prenijeti i u grafiku. Nakon diplome, 1926. godine Strižić se i službeno pridružuje Poelzigovom ateljeu sa sjedištem u Potsdam Wildparku. Kako je Poelzig izuzetno cijenio Strižića, 1927. godine povjerava mu rad na organizaciji stambenog naselja Spandau kraj Berlina.
Budući da u Njemačkoj nakon Prvog svjetskog rata dolazi do naglog priliva stanovništva u veće gradove, sredinom 20-ih godina njemački arhitekti se sve više okreću ka novom formalnom repertoaru socijalne stambene izgradnje koju će karakterizirati težnja ka ekonomičnosti i racionalizaciji građevinskih tehnika te novim tlocrtnim oblicima stanova, naselja i gradova. Iz tog je razloga 1927. arhitekt Mies van der Rohe, tada voditelj njemačkog Werkbunda, okupio oko sebe tim od niza eminentnih arhitekata a među kojima je bio i Poelzig sa svojim ateljeom. Okupljeni arhitekti su dobili zadatak da uz veliku izložbu različitih tipova kuća zajednički projektiraju i naselje Weisendorf kraj Stuttgarta, prototip budućih stambenih naselja. Neka od weisendorfskih iskustava, od kojih posebno valja istaknuti zamjenu zanatskih metoda građenja novim, industrijskim metodama te oblikovanje ambijenata prema zahtjevima novog načina života ostavit će trajan trag na Strižićevom radu. Kako je te godine Strižić morao otići u Maribor na odsluženje vojnog roka, suradnja s Poelzigovim ateljeom se prekida ali samo na kratko vrijeme, jer već 1928. godine s njim radi na projektu berlinskog kinematografa i kazališta Babilon.
U isto vrijeme Strižić se uz oblikovanje stambene izgradnje počinje baviti i problematikom unutrašnjeg uređenja stanova projektirajući kompletan prateći namještaj, što će tijekom njegovih idućih projekata prerasti u ustaljeni postupak. U duhu weisendorfskih iskustava i temeljnih načela CIAM-a (Congres Internationaux d’ Architecture Moderne), Strižić će 1929. godine raditi na oblikovanju Bulowplatza, stambenog naselja kraj Berlina s kompleksom od sedam stambenih zgrada s dvije stotine stanova i pratećim namještajem. Iste godine u suradnji s Josipom Pičmanom sudjeluje na projektu izgradnje kupališta Bačvice i regulacije Firula u Splitu. Godinu poslije Strižić u suradnji s arhitektom Hansom Holzbauerom radi projekt kantine upravne zgrade I. G. Farbenindustrie u Frankfurtu na Majni. Sama upravna zgrada izvedena je prema projektu Hansa Poelziga. No ono što će Zdenka Strižića uistinu učiniti poznatim i priznatim arhitektom diljem svijeta nije, kako bi se očekivalo, njegovo bavljenje problematikom suvremenog stanovanja, već rad na organizaciji modernog kazališta. 

## Nagrada u Harkovu
1930. godine ukrajinski grad Harkov raspisuje veliki međunarodni natječaj, jedan od najznačajnijih u povijesti svjetske moderne, za novu zgradu kazališta. U Strižićevom u projektu kazalište je zamišljeno kao centralna građevina s osnovnom tendencijom prožimanja i međusobnog povezivanja scene i prostora za publiku. Strižićevom radu dodijeljena je jednakovrijedna prva nagrada koju dijeli s Alfredom Kastnerom i autorskom skupinom Kolektiv (J.P. Afanasssjev, W.P. Kostenko, M. A. Mowschowitsch, R.M. Friedmann, J.A. Steinberg). Projekt nije nikada izveden jer u to vrijeme u tadašnjem Sovjetskom Savezu započinje era Staljinove vlasti koja će propagirati krajnje birokratiziranu socrealističku izgradnju. Sličnu sudbinu doživio je i kasniji Strižićev projekt zgrade Opere u Beogradu (1948.), čija osnova, iako je utemeljena na harkovskim iskustvima, predstavlja daljnji pomak u promišljanju i oblikovanju centralnog kazališnog prostora te njegovog stapanja s okolnim prostorom čineći time s njim jednu skladnu i nerazdvojnu cjelinu.

## Bijeli Zagreb
Pod utjecajem tadašnjih modernih kretanja, ali i zbog potreba uvjetovanih novim načinom života, 1930. godine grad Zagreb raspisuje međunarodni natječaj za centralnu regulatornu osnovu te natječaje za izgradnju Židovske i Zakladne kliničke bolnice. Projekte za bolnice Strižić će izraditi u suradnji s Hansom Holzbauerom u Berlinu, dok će projekt regulatorne osnovu pod geslom “Bijeli Zagreb“ dovršiti u Zagrebu. Za njihovo viđenje regulacije Zagreba dodijeljena im je treća nagrada. 
Prožet duhom modernizma, tijekom tridesetih godina Zdenko Strižić se uz projektiranje okreće i teoretskom radu, jasno i studiozno promišljajući ulogu arhitekture i urbanizma kao takvih, ali i njihova položaja u odnosu na čovjeka i društvenu zajednicu općenito te njihove uvjetovanosti mjestom i vremenom nastanka. U toj atmosferi, 1931. – 1932. godine kao u svijetu priznat arhitekt Strižić zajedno sa skupinom tada eminentnih hrvatskih arhitekata sudjeluje u stvaranju temeljnog djela za razumijevanje domaće moderne - knjige “Problemi savremene arhitekture”. Iste godine po izlasku knjige iz tiska u zagrebačkom Umjetničkom paviljonu  otvorena je i velika izložba arhitekture na kojoj izlaže i većina arhitekata koji su surađivali na knjizi. Tada je u Zagrebu realizirana jedina Strižićeva stambena višekatnica na Ribnjaku 38. Od ostalih njegovih projekata iz tog razdoblja valja također istaknuti Pedagošku akademiju u Kasselu te zgradu krematorija u Grazu.
Iako Strižić od 1930. godine uglavnom djeluje u Zagrebu, stalno mu je boravište sve do 1933. u Berlinu. Te godine pod pritiskom nacionalsocijalističkog režima Zdenko Strižić napušta definitivno Berlin i Njemačku. U razdoblju njegova odlaska iz Njemačke Švedska je zahvaljujući dobrim socijalnim programima stambene izgradnje postala uzorna zemlja moderne arhitekture s naglašenom funkcionalističkom tendencijom koja je paralelno tekla sa širokim programima stambene izgradnje. Iz tog razloga ne čudi što je Strižiću upravo Švedska nakon svih prethodnih iskustava povjerila projekt regulacije Stockholma te izgradnje jednog obližnjeg stambenog naselja. Strižić je ondje također izradio i projekt zgrade muzeja u Malmöu.
Nakon povratka u domovinu Strižić se u potpunosti posvetio problematici projektiranja novih stambenih naselja te izradbi regulatornih osnova - stambeno naselje Vrhovec u Zagrebu (1933.) i Željezničarsko naselje u Sarajevu (1934.). Njegov najznačajniji projekt iz tog razdoblja je stambeno naselje Trešnjevka (1935.) za Prvu hrvatsku štedionicu. Ovo naselje koje čine nizovi tipiziranih, skromno dimenzioniranih jednokatnica u zelenilu, namijenjenih srednjem građanskom sloju, svojom arhitektonskom idejom i urbanističkom koncepcijom odgovara svim načelima moderne arhitekture. Do početka rata Strižić će između inih raditi regulatorne osnove Sušaka i Novog Sada te pregradnju dubrovačkog hotela Excelsior, a 1940. i adaptaciju zagrebačkog hotela Milinov (današnji hotel Dubrovnik). Do realizacije nekoliko većih projekata koje je Strižić pripremio za izvedbu neće nikada doći zbog rata. Početkom rata Strižić je kao časnik jugoslavenske vojske dospio u njemačko zarobljeništvo. Nakon povratka iz uzništva sve do kraja rata Strižić se uglavnom bavi interijerima i umjetničkim obrtom.

## Na Arhitektonskom fakultetu
Po svršetku rata, početkom 1946. godine Strižić je izabran u Arhitektonski odjel tadašnjeg zagrebačkog Tehničkog fakulteta za profesora pri katedri projektiranja. Time ujedno započinje Strižićeva dugogodišnja pedagoška aktivnost nastala na zasadama i iskustvima njegovog učitelja Hansa Poelziga. U tom razdoblju Strižić radi i na projektu dovršenja mosta Sušak - Rijeka te uređenju njegove okolice. No njegov najopsežniji projekt tada je regulatorni plan za uređenje Nacionalnog parka Plitvička jezera s projektima hotelskog paviljona, restauracije, kupališta i pristaništa na jezeru.
Cjelokupan Strižićev opus okrunjen je s dvije značajne knjige - Arhitektonsko projektiranje I (1952.) i nešto kasnijom knjigom O stanovanju, Arhitektonsko projektiranje II (1956.). Osim ovih dviju knjiga Strižić objavljuje i fotomonografiju “Svjetla i sjene“ u kojoj u lirskom ozračju daje jedinstvenu interpretaciju gornjogradskih pročelja. Strižić je uz to i suradnik u čitavom nizu domaćih i stranih stručnih publikacija.

## Bijeg iz Jugoslavije
1955. godine Zdenko Strižić bježi iz tadašnje Jugoslavije. No i usprkos tome što je bio prisiljen napustiti Jugoslaviju, njegov plodan rad se ne prekida. Nakon što je emigrirao Strižić je jedno vrijeme surađivao s Petrom Poelzigom, sinom Hansa Poelziga, a početkom 1956. odlazi k sinu u Australiju. Uz to što će držati predavanja na Sveučilištu u Melbourneu, Strižić će surađivati i u mnogim publikacijama, a također će se vratiti i projektiranju. Njegovom projektu za Australian House (1956. – 1962.) na velikom natječaju dodijeljena je prva nagrada. Krajem pedesetih godina Strižić predaje na istaknutom Cambridge Massachusetts Institute of Technology (MIT) u SAD–u, a nešto poslije surađivat će i s International Academy of Architecture and Town Planning pri UN-u.
Potpuno priznanje Strižiću odaju Nijemci koji ga šezdesetih godina pozivaju u Braunschweig da osnuje treću katedru za projektiranje na ondašnjem sveučilištu. Ondje se Strižić počinje interesirati za tada aktualnu temu problematike zračnih luka, o čemu će mu izaći i nekoliko zapaženih studija. Godine 1968. izlazi iz tiska Strižićeva knjiga “Wohnbauten“, treći nastavak prijašnjih knjiga o arhitektonskom projektiranju. Krajem šezdesetih i tijekom sedamdesetih Strižić će imati nekoliko zapaženih projekata koji doživljavaju i svoju izvedbu. Godine 1967. u zajednici sa Schweitzerovim ateljeom dobiva prvu nagradu za školski centar u Brake / Niederweseru, a 1970. godine dodijeljena mu je izvedba centra Kanzelerfelda s preko dvije stotine stanova.
Zdenko Strižić umire 1. studenog 1990. u Braunschweigu gdje je i sahranjen, ostavivši za sobom golem opus kojim je ostavio dubok trag na području arhitekture i urbanizma.